# Niihau
Niihau eller Niʻihau är den ö i den hawaiianska ögruppen (åtta större öar, varav sju är bebodda) som är belägen längst västerut. Ön är liksom grannön Kauai täckt av tropisk regnskog. Det är svårt att besöka ön, då den ständigt kontrolleras och är jordens största privatägda område. Niihau är den enda del av Hawaii där hawaiiska (ʻŌlelo Hawaiʻi) är huvudspråk i stället för engelska.